# Terremoto de Perú y Ecuador de 1970
El terremoto de Perú y Ecuador de 1970 fue un movimiento sísmico de magnitud 7.5 Mw ocurrido el 9 de diciembre de 1970 a las 23:34 UTC-5, tuvo una profundidad de 25 km y una intensidad en la escala de Mercalli de IX.Su epicentro se localizo en el Departamento de Tumbes, a pocos kilómetros de la frontera peruano-ecuatoriana.

## Impacto
Se reportaron 81 personas muertas en Perú y Ecuador.Se reportaron fracturas en varias edificaciones en Talara.